# Fuhrbach (Duderstadt)
Fuhrbach ist ein Ortsteil der Stadt Duderstadt im Landkreis Göttingen in Niedersachsen (Deutschland) und liegt an der Landesstraße 531 zwischen Duderstadt und Brochthausen, sechs Kilometer nordöstlich von Duderstadt an der Landesgrenze zu Thüringen. Das zum Untereichsfeld gehörende Dorf ist seit dem 1. Januar 1973 ein Ortsteil der Stadt Duderstadt und hat rund 850 Einwohner.

## Geographie
Durch Fuhrbach zieht sich der Dorfbach Fuhre, welcher am Ortsausgang nach Brochthausen vom Soolbach aufgenommen wird. Die Gemarkung beträgt insgesamt eine Fläche von 4,8 km², wobei bei der einstigen deutsch-deutschen Grenze knapp ein Drittel davon verloren ging, darunter die gesamte Waldfläche. Die Seehöhe Fuhrbachs liegt, mit leichten Schwankungen, zwischen 200 und 250 m ü. NN.

## Geschichte
Fuhrbach wurde im Dezember 1124 erstmals urkundlich erwähnt. In der Urkunde bezeugte Erzbischof Adalbert I. von Mainz eine Schenkung, in welcher "Gütern in Furbeche" aufgelistet sind. Seit dem Jahr 1308 sind eine Kapelle sowie ein vom Kloster Gerode entsandter Priester im Ort nachweisbar. Seit 1379 existierte eine Kirche, deren Standort heute jedoch nicht mehr genau definierbar ist; es folgten wohl mehrere Nachbauten, von denen eine aus dem Jahre 1565 stammen könnte. Dies belegt ein Stein, der mit der Jahreszahl 1565 versehen ist und welcher beim Abriss der vorherigen Kirche zugunsten derjenigen, die später erbaut werden sollte, gefunden wurde. Die jetzige Kirche St. Pankratius wurde in den Jahren 1873 bis 1876 unter dem Hildesheimer Architekten Anton Algermissen im neoromanischen Stil erstellt.
Seit Mitte des 15. Jahrhunderts war der Ort Duderstädter Ratsdorf. Die Ablösung von den Duderstädter Rechten währte später bis in das 20. Jahrhundert hinein. Im Rahmen des Dreißigjährigen Krieges hatten die Fuhrbacher erhebliche Leistungen zu erbringen, die sich in der Abgabe von Materialien und Fuhrdiensten niederschlugen. Nach der Wende belebte Fuhrbach die Nachbarschaftsbeziehungen zu den Orten Jützenbach und Brehme neu. Ein "ausweisfreier" Grenzübergang im Soolbachtal wurde dabei bereits Monate vor der offiziellen Grenzöffnung eingerichtet.

## Politik

### Ortsrat
Der Ortsrat setzt sich aus neun Ratsfrauen und Ratsherren zusammen.
- Fuhrbacher Wählergemeinschaft: 8 Sitze
- Einzelbewerber, parteilos: 1 Sitz

(Stand: Kommunalwahl am 12. September 2021)
Ortsbürgermeisterin ist Beate Sommerfeld (FWG).

### Wappen
Das Wappen wurde am 5. Dezember 1950 genehmigt.
Die Tanne symbolisiert den Wald in der Region. Der Wellenbalken stellt den Bach (Fuhre) dar.

## Sehenswürdigkeiten

### Kirche St. Pankratius

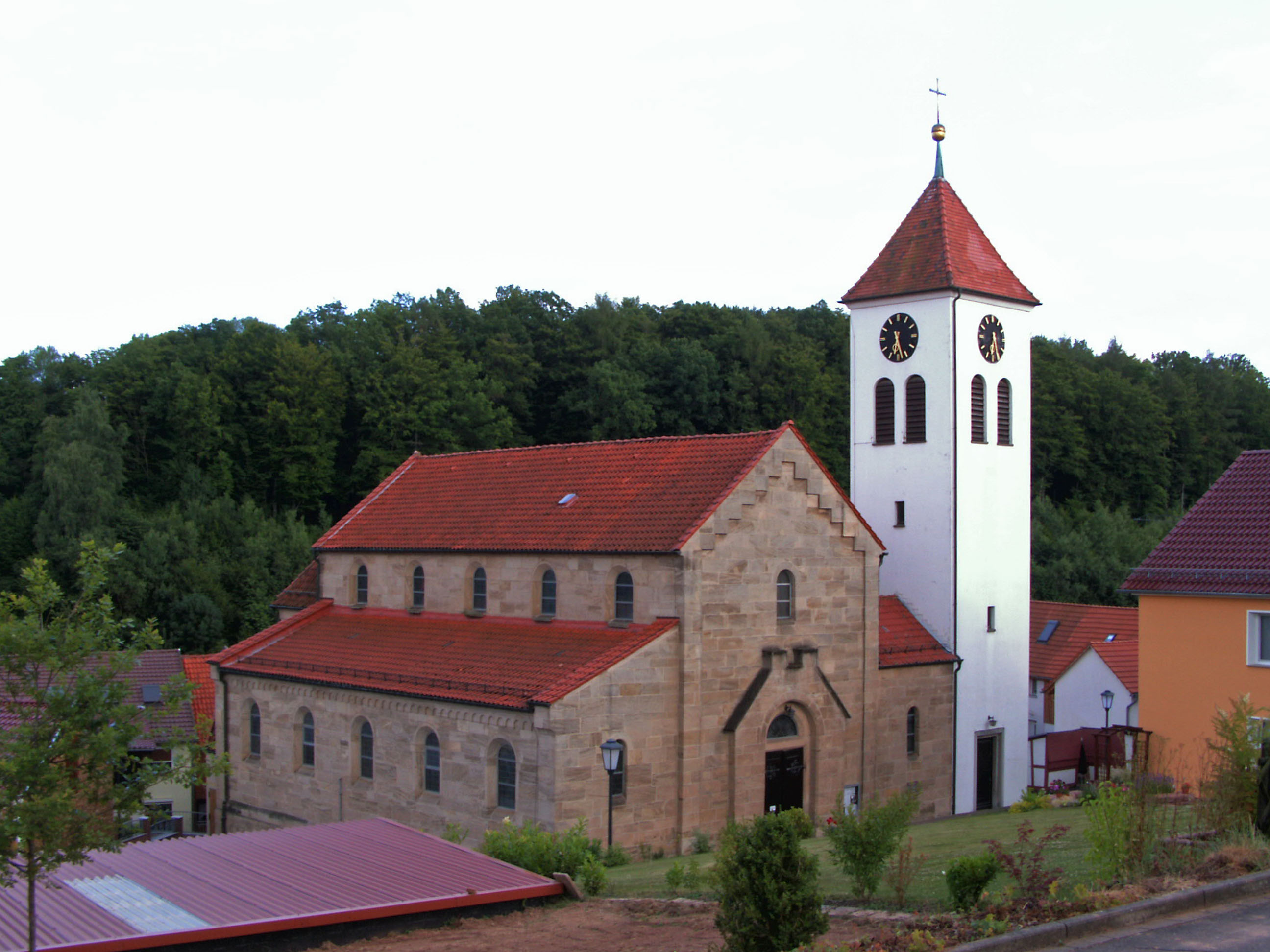
St.-Pankratius-Kirche

Die katholische Kirche St. Pankratius vereinigt viele Merkmale der Gotteshäuser aus dem Untereichsfeld. So stellt sie eine dreischiffige Basilika dar und wurde aus Buntsandstein-Quadern errichtet. Für die 1873–1876 errichtete neuromanische Kirche zeichnete der Hildesheimer Architekt Anton Algermissen verantwortlich. 1956 trat an die Stelle eines hölzernen Glockenstuhls ein südlich angesetzter, verputzter Turm des Fuhrbacher Baumeisters Wilhelm Reimann. Vorgängerbauten der Kirche lassen sich auf die Jahre 1300, 1379 und 1565 datieren. An den Außenwänden findet man, auch ähnlich den neuromanischen Kirchen des Untereichsfelds, den Blendbogenfries unterhalb der Traufe. Im Inneren befinden sich Arkadenbögen auf dorischen Säulen mit Würfelkapitellen und flachen Holzbalkendecken. Diese Decken tragen Verzierungen in Form von floralen Balkendekor. Die dekorative Wandgestaltung ist dabei das hauptsächlich raumbestimmende Element. An den Innenflächen der Arkadenbögen, den Fenstergewänden und am Chorgesims sind Blüten- und Blattrankenfriese und geometrisch angeordnete Bänder in den Farben Ocker, Gelb und Hellblau zu sehen. Der Hauptaltar und die Nebenaltäre sind im neuromanischen Stil gehalten und zeigen Reliefdarstellungen aus dem Alten Testament, während die Fenster aus dem Jahre 1909 stammen und im Bereich des Chors Szenen aus dem Leben Jesu abbilden. An den Fenstern des Langhauses dagegen tragen sie lediglich farbige Ornamentrahmen. Seit dem 1. November 2014 gehört die Kirche zur Pfarrei St. Sebastian mit Sitz in Rhumspringe.

### Rote Warte
Die „Rote Warte“, gelegen am höchsten Punkt der Landesstraße 531 zwischen Fuhrbach und Duderstadt, stellte ursprünglich einen Teil der Duderstädter Befestigungsanlagen dar. Die „Rode Warde“, wie sie damals genannt wurde, errichtete man im 14. Jahrhundert, ihre erste urkundliche Erwähnung im Duderstädter Rechnungsbuch fand anschließend 1401 statt. Überreste der einstigen Warte waren in der Wendezeit von 19. zum 20. Jahrhundert noch sichtbar, welche sich unmittelbar in der Nähe des Forsthauses fanden. Dieses Forsthaus, einen Förster nannte man erstmals 1685 für die Region, erhielt den Namen der dortigen Warte. Dass neben dem Turm noch mehrere Gebäude an der „Roten Warte“ existiert haben müssen, bezeugt eine Erwähnung aus dem Jahre 1511, welche ein Haus „neben der Warte“ angibt. Das Ende des jahrhundertewährenden Forstdienstes, mit dem auch eine Landwirtschaft und ein Gasthausbetrieb verbunden war, endete im Jahre 1971 mit dem Abschluss eines Betreuungsvertrages zwischen der Stadt Duderstadt und dem Forstamt Northeim.

## Wirtschaft und Infrastruktur
Fuhrbach gilt als „Steinsetzerdorf“. Dennoch musste sich die Wirtschaft des Ortes 1945 auf die neue Grenzlage einrichten, was dazu führte, dass die einstmals verbreitete Kleinlandwirtschaft mit zahlreichen Nebenerwerbsbetrieben verschwand. Zwischenzeitlich sind nur noch zwei Vollbauernhöfe zu finden. Von 1897 bis 1967 war die Zigarrenfabrik ein wichtiger Arbeitgeber, insbesondere auch für die Frauen, wobei auch die Heimarbeit eine große Rolle spielte. Weitere Zäsuren bildete das Ende der Wanderarbeiter, da eine Reihe von Handwerksbetrieben im Bau- und Baunebengewerbe entstanden, sowie die allmähliche Etablierung der fremdenverkehrswirksamen Wandermöglichkeiten, verbunden mit der Wiedervereinigung. Seit der Gründung 1973 des entsprechenden Vereins gilt Fuhrbach als ein aufstrebender Ort.

## Persönlichkeiten
- Franz Ehrhardt (* 15. Juli 1880 in Fuhrbach; † 6. Juli 1956 in Köln), deutscher Politiker (Deutsche Zentrumspartei, CDU), MdR, MdL (Niedersachsen)
- Heinz Vollmer (* 23. Juni 1929 in Fuhrbach; † 21. Mai 2010 in Fuhrbach) war ein ortsansässiger Bauunternehmer. Er war 23 Jahre Ortsbürgermeister von Fuhrbach und trug den Titel „Ehrenortsbürgermeister“. Für seine herausragenden politischen Leistungen in und um Fuhrbach wurde er mit dem Bundesverdienstkreuz ausgezeichnet. Der „Vollmer-Brunnen“ sowie der „Heinz Vollmer Weg“ sind nach ihm benannt.